# Onychogomphus styx
Onychogomphus styx là một loài chuồn chuồn ngô thuộc họ Gomphidae. Nó được tìm thấy ở Kenya, Tanzania, Uganda, Zambia, và có thể Guinea. Môi trường sống tự nhiên của nó là các khu rừng đất thấp ẩm nhiệt đới hoặc cận nhiệt đới và sông. Nó bị đe dọa do mất môi trường sống.